# Discografia de Carly Simon
A discografia de Carly Simon relaciona os trabalhos musicais da artista estadunidense - cantora, compositora, música e autora de livros infantis e uma autobiografia, Carly Simon.
Consiste em vinte e três álbuns de estúdio, um ao vivo, nove compilações, quatro de trilha sonora e ainda quarenta e um singles - lançados pelas gravadoras Elektra Records, Warner Bros. Records, Epic Records, Arista Records, Rhino Entertainment, Columbia Records, Hear Music, e Iris Records, com participações especiais em trabalhos da  Qwest Records, Angel Records e Walt Disney Records. Esta relação inclui todos os álbuns de estúdio e ao vivo; as trilhas sonoras incluem os álbuns que contêm mais da metade de músicas pela cantora.
Simon recebeu cinco discos de platina certificados, que incluem um álbum ao vivo e um multi-platina pela reunião dos maiores hits; além disso ganhou outros 3 discos de ouro. Ainda teve três de seus álbuns de estúdio relacionados no Billboard 200, com doze deles projetados ao Top 40, cinco ao Top 10. Dois de seus álbuns de compilação foram certificados no Top 40. Além do sucesso nos álbuns, ela ainda acumulou por vinte e quatro vezes o Billboard Hot 100 por seus singles, com treze deles atingindo o Top 40, vinte e oito aparecendo no gráfico de singles Hot Adult Contemporary Tracks da Billboard - todos figurando no Top 40. Quatro de seus singles foram certificados como ouro pela Recording Industry Association of America: You're So Vain, Mockingbird (com James Taylor), Nobody Does It Better e Jesse.
Simon gravou quatro shows ao vivo: Live from Martha's Vineyard gravado em 1987, e exibido num especial da HBO; Carly in Concert – My Romance gravado em 1990, também exibido pela HBO e lançado em VHS. Letters Never Sent (com o show Live at Grand Central foi anunciado como um show gravado ao vivo pela Lifetime em 1995; e, finalmente, Moonlight Serenade que rendeu um show gravado a bordo do transatlântico Queen Mary 2, do outono de 2005 e que foi retransmitido por várias estações da PBS.
Além dessas marcas, a capa do álbum Playing Possun, considerada muito ousada para a época por exibir uma imagem de Carly usando lingerie, meias e botas pretas, ocupa o vigésimo lugar na lista das 100 melhores capas pela Rolling Stone.

## Álbuns

### Estúdio
| 1971 | Carly Simon - Lançamento: Março 1971 - Gravadora: Elektra - Formato: CD*, LP, Cassete                        | 30  | 55 | 17 | —  | —  |                                            |
| 1971 | Anticipation - Lançamento: Novembro 1971 - Gravadora: Elektra - Formato: CD*, LP, Cassete                    | 30  | 12 | 36 | —  | —  | - RIAA: Ouro                               |
| 1972 | No Secrets - Lançamento: 28 de novembro de 1972 - Gravadora: Elektra - Formato: CD*, LP, Cassete             | 1   | 1  | 1  | 3  | 3  | - RIAA: Platina - BPI: Ouro                |
| 1974 | Hotcakes - Lançamento: Janeiro, 1974 - Gravadora: Elektra - Formato: CD*, LP, Cassete                        | 3   | 9  | 7  | 39 | 19 | - RIAA: Ouro                               |
| 1975 | Playing Possum - Lançamento: Abril 1975 - Gravadora: Elektra - Formato: CD*, LP, Cassete                     | 10  | 25 | 22 | 70 | —  |                                            |
| 1976 | Another Passenger - Lançamento: Junho 1976 - Gravadora: Elektra - Formato: CD*, LP, Cassete                  | 29  | 44 | 44 | —  | —  |                                            |
| 1978 | Boys in the Trees - Lançamento: Abril 1978 - Gravadora: Elektra - Formato: CD*, LP, Cassete                  | 10  | 27 | 4  | —  | —  | - RIAA: Platina                            |
| 1979 | Spy - Lançamento: Junho 1979 - Gravadora: Elektra - Formato: CD*, LP, Cassete                                | 45  | 33 | 56 | —  | —  |                                            |
| 1980 | Come Upstairs - Lançamento: 16 de junho de 1980 - Gravadora: Warner Bros. - Formato: CD*, LP, Cassete        | 36  | 43 | 86 | —  | —  |                                            |
| 1981 | Torch - Lançamento: 1º de agosto de 1981 - Gravadora: Warner Bros. - Formato: CD*, LP, Cassete               | 50  | 77 | 50 | 56 | —  |                                            |
| 1983 | Hello Big Man - Lançamento: 20 de setembro de 1983 - Gravadora: Warner Bros. - Formato: CD, LP, Cassete      | 69  | —  | —  | —  | —  |                                            |
| 1985 | Spoiled Girl - Lançamento: Junho 1985 - Gravadora: Epic - Formato: CD*, LP, Cassete                          | 88  | 97 | 96 | —  | —  |                                            |
| 1987 | Coming Around Again - Lançamento: 13 de abril de 1987 - Gravadora: Arista - Formato: CD*, LP, Cassete        | 25  | 24 | 57 | —  | 25 | - RIAA: Platina - MC: Platina - BPI: Prata |
| 1990 | My Romance - Lançamento: 17 de julho de 1990 - Gravadora: Arista - Formato: CD*, LP, Cassete                 | 46  | —  | —  | —  | —  |                                            |
| 1990 | Have You Seen Me Lately - Lançamento: 25 de setembro de 1990 - Gravadora: Arista - Formato: CD*, LP, Cassete | 60  | —  | 64 | —  | —  |                                            |
| 1993 | Romulus Hunt: A Family Opera - Lançamento: 16 de novembro de 1993 - Gravadora: Angel - Formato: CD, Cassete  | —   | —  | —  | —  | —  |                                            |
| 1994 | Letters Never Sent - Lançamento: 1º de novembro de 1994 - Gravadora: Arista - Formato: CD, Cassete           | 129 | —  | —  | —  | —  |                                            |
| 1997 | Film Noir - Lançamento: 16 de setembro de 1997 - Gravadora: Arista - Formato: CD, Cassete                    | 84  | —  | —  | —  | —  |                                            |
| 2000 | The Bedroom Tapes - Lançamento: 16 de maio de 2000 - Gravadora: Arista - Formato: CD, Cassete                | 90  | —  | —  | —  | —  |                                            |
| 2005 | Moonlight Serenade - Lançamento: 19 de julho de 2005 - Gravadora: Columbia - Formato: CD                     | 7   | —  | —  | —  | —  |                                            |
| 2007 | Into White - Lançamento: 2 de janeiro de 2007 - Gravadora: Columbia - Formato: CD                            | 13  | —  | —  | —  | —  |                                            |
| 2008 | This Kind of Love - Lançamento: 29 de abril de 2008 - Gravadora: Hear Music - Formato: CD                    | 15  | —  | —  | —  | —  |                                            |
| 2009 | Never Been Gone - Lançamento: 27 de outubro de 2009 - Gravadora: Iris, Rhino (UK/EU) - Formato: CD, LP       | 134 | —  | —  | —  | 45 |                                            |
| O sinal "—" denota que a gravação não foi ranqueada ou não houve lançamento naquele país. (*) Estas versões em CD são relançamentos ou edições posteriores do álbum. | |     |    |    |    |    |                                            |

### Compilações
| 1975                                                                                      | The Best of Carly Simon - Lançamento: Novembro de 1975 - Gravadora: Elektra - Formato: CD, LP, Cassete                              | 17 | 42 | 40 | —  | - RIAA: 3× Platina - MC: Gold |
| 1995                                                                                      | Clouds in My Coffee - Lançamento: 7 de novembro de 1995 - Gravadora: Arista - Formato: CD, Cassete                                  | —  | —  | —  | —  |                               |
| 1999                                                                                      | The Very Best of Carly Simon: Nobody Does It Better - Lançamento: March 5, 1999 - Gravadora: Global TV / WSM - Formato: CD, Cassete | —  | —  | —  | 22 | - BPI: Silver                 |
| 2002                                                                                      | Anthology - Lançamento: 5 de novembro de 2002 - Gravadora: Elektra / Rhino - Formato: CD                                            | —  | —  | —  | —  |                               |
| 2004                                                                                      | Reflections: Carly Simon's Greatest Hits - Lançamento: 4 de maio de 2004 - Gravadora: Rhino, BMG Heritage - Formato: CD, LP         | 22 | —  | —  | 25 | - RIAA: Gold - BPI: Gold      |
| 2009                                                                                      | Carly Simon Collector's Edition - Lançamento: 31 de março de 2009 - Gravadora: Madacy - Formato: CD                                 | —  | —  | —  | —  |                               |
| 2011                                                                                      | Original Album Series - Lançamento: 10 de outubro de 2011 - Gravadora: Rhino - Formato: CD                                          | —  | —  | —  | —  |                               |
| 2014                                                                                      | Playlist: The Very Best of Carly Simon - Lançamento: 27 de outubro de 2014 - Gravadora: Legacy, Sony BMG - Formato: CD              | —  | —  | —  | —  |                               |
| 2015                                                                                      | Songs From The Trees: A Musical Memoir Collection - Lançamento: 20 de novembro de 2015 - Gravadora: Rhino - Formato: CD             | —  | —  | —  | —  |                               |
| O sinal "—" denota que a gravação não foi ranqueada ou não houve lançamento naquele país. | |    |    |    |    |                               |

### Ao vivo
| Ano  | Álbum                                                                                                | Posição nas paradas | Posição nas paradas | Certificações                           |
| Ano  | Álbum                                                                                                | EUA                 | GB                  | Certificações                           |
| ---- | --- | ------------------- | ------------------- | --------------------------------------- |
| 1988 | Greatest Hits Live - Lançamento: 2 de agosto de 1988 - Gravadora: Arista - Formato: CD, LP, Cassette | 87                  | 49                  | - RIAA: Platina - MC: Ouro - BPI: Prata |

### Especiais de natal
| Ano  | Detalhes do álbum                                                                                   | Posição nas paradas |
| Ano  | Detalhes do álbum                                                                                   | US Holiday          |
| ---- | --------------------------------------------------------------------------------------------------- | ------------------- |
| 2002 | Christmas Is Almost Here - Lançamento: 22 de outubro de 2002 - Gravadora: Rhino - Formato: CD       | 49                  |
| 2003 | Christmas Is Almost Here Again - Lançamento: 14 de outubro de 2003 - Gravadora: Rhino - Formato: CD | —                   |

### Trilhas sonoras
| Ano  | Álbum |
| ---- | --- |
| 1989 | Working Girl - Lançamento: Agosto de 1989 - Gravadora: Arista - Formato: CD, LP, Cassete                              |
| 1992 | This Is My Life (Music From The Motion Picture) - Lançamento: Abril de 1992 - Gravadora: Qwest - Formato: CD, Cassete |
| 2003 | Piglet's Big Movie - Lançamento: Março de 2003 - Gravadora: Walt Disney Records - Formato: CD                         |
| 2005 | The Best of Pooh and Heffalumps, Too - Lançamento: Fevereiro de 2005 - Gravadora: Walt Disney Records - Formato: CD   |

### Outros álbuns
| Ano  | Álbum | Posição nas paradas |
| Ano  | Álbum | EUA                 |
| ---- | --- | ------------------- |
| 1980 | In Harmony: A Sesame Street Record - Lançamento: October 1980 - Gravadora: Warner Bros. - Formato: CD, LP, Cassete | 156                 |
| 1982 | In Harmony 2 - Lançamento: 1982 - Gravadora: Columbia - Formato: LP, Cassete                                       | —                   |

## Singles
| 1971                                                                                      | "That's the Way I've Always Heard It Should Be"                                               | 10  | 9   | 6  | 62 | 15 | —  | —  | Carly Simon                                |
| 1971                                                                                      | "Anticipation"                                                                                | 13  | 10  | 3  | 64 | 9  | —  | —  | Anticipation                               |
| 1972                                                                                      | "Legend in Your Own Time"                                                                     | 50  | 61  | 11 | 86 | 39 | —  | —  | Anticipation                               |
| 1972                                                                                      | "I've Got to Have You"                                                                        | —   | —   | —  | 2  | —  | —  | —  | Anticipation                               |
| 1972                                                                                      | "You're So Vain"                                                                              | 1   | 1   | 1  | 1  | 1  | 4  | 3  | No Secrets                                 |
| 1973                                                                                      | "The Right Thing to Do"/"We Have No Secrets"                                                  | 17  | 10  | 4  | —  | 20 | —  | 17 | No Secrets                                 |
| 1974                                                                                      | "Mockingbird" (com James Taylor)                                                              | 5   | 3   | 10 | 8  | 3  | —  | 34 | Hotcakes                                   |
| 1974                                                                                      | "Haven't Got Time for the Pain"                                                               | 14  | 7   | 2  | 74 | 5  | —  | —  | Hotcakes                                   |
| 1975                                                                                      | "Attitude Dancing"                                                                            | 21  | 25  | 18 | 70 | 21 | —  | —  | Playing Possum                             |
| 1975                                                                                      | "Waterfall"                                                                                   | 78  | 76  | 21 | —  | —  | —  | —  | Playing Possum                             |
| 1975                                                                                      | "More and More"                                                                               | 94  | 90  | —  | —  | —  | —  | —  | Playing Possum                             |
| 1976                                                                                      | "It Keeps You Runnin'"                                                                        | 46  | 49  | 27 | —  | 47 | —  | —  | Another Passenger                          |
| 1976                                                                                      | "Half a Chance"                                                                               | —   | —   | 39 | —  | —  | —  | —  | Another Passenger                          |
| 1977                                                                                      | "Nobody Does It Better"                                                                       | 2   | 2   | 1  | 8  | 2  | 1  | 7  | The Spy Who Loved Me                       |
| 1978                                                                                      | "You Belong to Me"                                                                            | 6   | 9   | 4  | 47 | 5  | —  | —  | Boys in the Trees                          |
| 1978                                                                                      | "Devoted to You" (com James Taylor)                                                           | 36  | 48  | 2  | —  | 50 | —  | —  | Boys in the Trees                          |
| 1978                                                                                      | "Tranquillo (Melt My Heart)"                                                                  | —   | 86  | —  | —  | —  | —  | —  | Boys in the Trees                          |
| 1979                                                                                      | "Vengeance"                                                                                   | 48  | 52  | —  | 90 | 94 | —  | —  | Spy                                        |
| 1979                                                                                      | "Spy"                                                                                         | —   | —   | 34 | —  | —  | —  | —  | Spy                                        |
| 1980                                                                                      | "Jesse"                                                                                       | 11  | 9   | 8  | 4  | 12 | —  | —  | Come Upstairs                              |
| 1980                                                                                      | "Take Me as I Am"                                                                             | 102 | —   | —  | —  | —  | —  | —  | Come Upstairs                              |
| 1981                                                                                      | "Hurt"                                                                                        | 106 | —   | —  | —  | —  | —  | —  | Torch                                      |
| 1982                                                                                      | "Why"                                                                                         | 74  | 73  | —  | —  | —  | 15 | 10 | Soup for One (trilha)                      |
| 1983                                                                                      | "You Know What to Do"                                                                         | 83  | —   | 36 | —  | —  | —  | —  | Hello Big Man                              |
| 1983                                                                                      | "Kissing with Confidence" (com Will Powers)                                                   | —   | —   | —  | —  | —  | —  | 17 | Dancing for Mental Health (de Will Powers) |
| 1985                                                                                      | "Tired of Being Blonde"                                                                       | 70  | 63  | 34 | 95 | —  | —  | —  | Spoiled Girl                               |
| 1985                                                                                      | "My New Boyfriend"                                                                            | —   | —   | —  | —  | —  | —  | —  | Spoiled Girl                               |
| 1986                                                                                      | "Coming Around Again"                                                                         | 18  | 30  | 5  | 29 | 38 | 5  | 10 | Coming Around Again                        |
| 1987                                                                                      | "Give Me All Night"                                                                           | 61  | 70  | 5  | —  | 87 | —  | 98 | Coming Around Again                        |
| 1987                                                                                      | "The Stuff That Dreams Are Made Of"                                                           | —   | —   | 8  | —  | —  | 28 | 99 | Coming Around Again                        |
| 1987                                                                                      | "All I Want Is You"                                                                           | 54  | 68  | 7  | —  | —  | —  | —  | Coming Around Again                        |
| 1988                                                                                      | "You're So Vain" (versão "ao vivo")                                                           | —   | —   | —  | —  | —  | —  | 96 | Greatest Hits Live                         |
| 1989                                                                                      | "Let the River Run"                                                                           | 49  | 51  | 11 | 91 | —  | —  | 79 | Working Girl                               |
| 1989                                                                                      | "Why" (versão estendida)                                                                      | —   | —   | —  | —  | —  | —  | 56 | Single apenas                              |
| 1990                                                                                      | "Better Not Tell Her"                                                                         | —   | 103 | 4  | —  | —  | —  | —  | Have You Seen Me Lately                    |
| 1991                                                                                      | "Holding Me Tonight"                                                                          | —   | —   | 36 | —  | —  | —  | —  | Have You Seen Me Lately                    |
| 1991                                                                                      | "You're So Vain" (relançamento)                                                               | —   | —   | —  | —  | —  | —  | 41 | No Secrets                                 |
| 1992                                                                                      | "Love of My Life"                                                                             | —   | —   | 16 | —  | —  | —  | —  | This Is My Life                            |
| 2001                                                                                      | "Son of a Gun (I Betcha Think This Song Is About You)" (com Janet Jackson como Missy Elliott) | 28  | —   | —  | 20 | —  | —  | 13 | All for You (de Janet Jackson)             |
| 2005                                                                                      | "Let It Snow"                                                                                 | —   | —   | 6  | —  | —  | —  | —  | Singles apenas                             |
| 2006                                                                                      | "Best of Friends" (with Livingston Taylor)                                                    | —   | —   | 39 | —  | —  | —  | —  | Singles apenas                             |
| O sinal "—" denota que a gravação não foi ranqueada ou não houve lançamento naquele país. |                                                                                               |     |     |    |    |    |    |    |                                            |

## Vídeo-álbuns
| Título                                   | Detalhes do álbum                                                                      |
| ---------------------------------------- | -------------------------------------------------------------------------------------- |
| Live from Martha's Vineyard              | - Data de lançamento: 7/9/1988 - Gravadora: Arista - Formato: VHS, LaserDisc           |
| Carly in Concert – My Romance            | - Data de lançamento: 1/7/1991 - Gravadora: Arista - Formato: VHS, Laserdisc           |
| Live at Grand Central                    | - Data de lançamento: 12/12/1995 - Gravadora: Polygram Video - Formato: VHS, Laserdisc |
| Live from Martha's Vinyard (re-release)  | - Data de lançamento: 9/3/2004 - Gravadora: Grandstand Entertainment - Formato: DVD    |
| A Moonlight Serenade on the Queen Mary 2 | - Data de lançamento: 22/11/2005 - Gravadora: Sony - Formato: DVD                      |